# Charakter
Charakter (z gr. charakteristikos – odróżniający) – piętno, cecha, wizerunek lub właściwość. Zespół cech wyróżniających dany przedmiot, zjawisko, osobę od innych tego samego rodzaju, np. ze względu na wygląd, postać, działanie czy zachowanie.

## Psychologia
W psychologii charakter rozumiany jest jako: 
- Zespół cech psychicznych danej osoby, które ujawniają się w jej zachowaniu, sposobie bycia, usposobieniu. Pojęcie utożsamiane w tym znaczeniu z osobowością.
- Zespół tych cech osobowości, które związane są z przekonaniami moralnymi. Pojęcie używane do pozytywnego i negatywnego wartościowania osobowości jednostki, np. szlachetny charakter, niezłomny, osoba o silnej woli, ale: bez charakteru, egoistyczna, o słabym charakterze. Ze względu na normatywne konotacje, pojęcie rzadziej używane we współczesnej psychologii niż osobowość.

Badaniem charakteru zajmuje się charakterologia, która m.in. tworzy i analizuje typologie charakteru.

## Cybernetyka
W polskiej szkole psychocybernetyki i cybernetyki społecznej, zapoczątkowanej przez Mariana Mazura, zespół sztywnych właściwości sterowniczych systemu autonomicznego (w tym, jako przypadek szczególny – człowieka) nazywa się "charakterem". Odróżnia się go wyraźnie od zespołu zmiennych właściwości sterowniczych, czyli "osobowości". Sztywne właściwości sterownicze są niezależne od "woli" systemu autonomicznego, zaś zmienne są od niej zależne.
Na charakter systemu autonomicznego składają się po 3 właściwości informacyjne i energetyczne. Do właściwości informacyjnych (tworzących łącznie intelekt) zalicza się: 
- inteligencję – zdolność do wytwarzania wielu różnorodnych wyobrażeń (korelatów). Jest ona tym większa, im większa jest pojemność korelatora,
- pojętność - zdolność do wytwarzania wyobrażeń wszelkiego rodzaju. Jest ona tym większa, im większa jest rejestracyjność korelatora,
- talent - zdolność do wytwarzania wyobrażeń szczególnego rodzaju. Jest on tym większy, im większa jest preferencyjność korelatora.

Do właściwości energetycznych zalicza się:
- dynamizm charakteru (D) - logarytm stosunku współczynnika rozbudowy (C) do współczynnika starzenia (A) systemu autonomicznego, D = log C/A. Decyduje on o sposobie gospodarowania energią, a tym samym kierunku działania tego systemu,
- tolerancję - różnicę między dynamizmami granicznymi zakresu dynamizmu charakteru. Decyduje ona o bodźcach akceptowanych swobodnie przez system autonomiczny,
- podatność - różnicę między dynamizmem nieprzekraczalnym a najbliższym dynamizmem granicznym zakresu dynamizmu charakteru. Decyduje ona o bodźcach akceptowanych przez system autonomiczny pod przymusem zewnętrznym.

## Literatura
- Kobierzycki T., "Gnothi Seauton": dusza, charakter, jaźń, osobowość, osoba. Dzieje pięciu pojęć. Wyd. AmiFC, Warszawa 2001.
- Mazur M., Cybernetyczna teoria układów samodzielnych. PWN, Warszawa 1966, ss. 231.
- Mazur M., Cybernetyka i charakter. Wyd. 1, PIW, Warszawa 1976, ss. 443. (doc)
- Mazur M., Cybernetyka i charakter. Psychologia XXI wieku. Wyd. 2, zm., Aula, Podkowa Leśna 1996, ss. 360. ISBN 83-85275-41-X
- Mazur M., Cybernetyka i charakter. Wyd. 3, Wyższa Szkoła Zarządzania i Przedsiębiorczości im. B. Jańskiego, Warszawa 1999, ss. 388. ISBN 83-87897-07-8